# Christoph Leontievič Euler
Christoph Leontievič Euler (in russo Христофор Леонтьевич Эйлер?; Berlino, 20 aprile 1743 – Vyborg, 20 febbraio 1808) è stato un generale e nobile tedesco naturalizzato russo.

## Biografia
Figlio terzogenito del famoso matematico svizzero Leonard Euler e fratello del matematico Giovanni Eulero, nacque a Berlino il 20 aprile 1743.
Durante la Guerra dei Sette anni, prestò servizio come ufficiale nell'artiglieria prussiana e, dopo che il padre si trasferì in Russia, su richiesta di quest'ultimo, chiese di licenziarsi dall'esercito prussiano per passare a quello russo, incontrando il netto rifiuto di Federico il Grande, il quale di fronte alle reiterate richieste di Eulero, lo fece arrestare e porre in fortezza. Quando la zarina Caterina II venne a sapere di questo fatto, scrisse personalmente una lettera a Federico II di Prussia; con lettera del 17 gennaio 1767, il sovrano prussiano ordinò il rilascio di Eulero e gli consentì di raggiungere la Russia senza problemi. Nell'esercito imperiale russo, Eulero venne ammesso nel corpo d'artiglieria con una promozione.
Il 7 gennaio 1778, Euler ricevette il grado di maggiore e poi, su scelta personale dell'imperatrice, venne nominato comandante della fabbrica di armi di Sestroretsk, dove divenne responsabile anche dell'espansione dei nuovi edifici. Il 2 ottobre 1781 venne promosso tenente colonnello ed il 1 gennaio 1787 ottenne il grado di colonnello; venne insignito quindi della IV classe dell'Ordine di San Vladimiro. Nel 1789, quando vennero completati tutti i lavori di espansione della fabbrica, l'imperatrice li esaminò personalmente ed espresse il suo favore ad Euler. Successivamente venne promosso maggior generale (14 aprile 1789) e, su sua richiesta, fu nominato comandante di una divisione d'artiglieria impegnata sul campo contro gli svedesi.
Dopo la conclusione della pace con la Svezia, Euler rimase comandante dell'artiglieria di stanza in Finlandia e venne nominato responsabile di tutte le fortezze di confine. Il 22 settembre 1791 gli fu conferita la III classe dell'Ordine di San Vladimiro ed il 26 novembre 1792 la IV classe dell'Ordine di San Giorgio. A quel tempo viveva a Vyborg e quando la città venne colpita da un rovinoso incendio nel 1793, Euler mostrò molta disciplina ed altruismo, riuscendo a difendere non solo le polveriere situate nei bastioni della fortezza locale (dove si trovavano 11.000 barili di polvere da sparo), ma salvò nel contempo la fortezza, la guarnigione e gli abitanti della città.
L'anno successivo, 1794, Eulero e la sua famiglia si trasferirono a vivere a San Pietroburgo e, cinque anni dopo, nel 1799, si ritirò dal servizio attivo nell'esercito russo col grado di tenente generale. Successivamente, visse prima nella provincia di Minsk e poi ritornò in Finlandia, acquistando casa a Vyborg oltre al maniero di Rakalajoki, posto a 10 chilometri dalla città. Qui morì il 20 febbraio 1808.
Appassionato di matematica e astronomia come il padre, Euler dedicò tutto il suo tempo libero dal servizio allo studio di queste materie e ottenne un tale successo che nel 1769, insieme ad altre personalità dall'Accademia delle Scienze, venne inviato alla fortezza di Orsk (negli Urali) per poter osservare il passaggio di Venere sul Sole. Allo stesso tempo, fece osservazioni astronomiche nella città di Yaitsky.
Suo figlio, Fëdor Khristoforovič, con il grado di tenente colonnello, prese parte alle guerre napoleoniche e fu anch'egli cavaliere di IV classe dell'Ordine di San Giorgio. Un altro suo figlio, Aleksandr, fu generale d'artiglieria e direttore del dipartimento di artiglieria del ministero della guerra dell'Impero russo. Un terzo figlio, Pavel Khristoforovich, fu anch'egli generale d'esercito.